# Phthonoloba lutosa
Phthonoloba lutosa là một loài bướm đêm trong họ Geometridae.